# Antigius neoattilia
Antigius neoattilia är en fjärilsart som beskrevs av Sugitani 1932. Antigius neoattilia ingår i släktet Antigius och familjen juvelvingar. Inga underarter finns listade i Catalogue of Life.